# فست ای آی
fast.ai یک سازمان پژوهشی غیرانتفاعی است که تمرکز اصلی آن بر توسعه و آموزش یادگیری عمیق و هوش مصنوعی می باشد. این مجموعه در سال ۲۰۱۶ توسط جرمی هاوارد و راشل توماس با هدف دموکراتیک سازی فناوری های پیشرفته هوش مصنوعی تاسیس شد.  آن ها این هدف را از طریق ارائه یک دوره آنلاین گسترده و آزاد (MOOC) با عنوان «یادگیری عمیق کاربردی برای برنامه نویسان » به صورت رایگان دنبال می کنند. تنها پیش‌نیاز این دوره زبان برنامه‌نویسی پایتون می باشد. 

### دوره آموزشی (MOOC)
اصلی ترین فعالیت fast.ai ارائه دوره آنلاین گسترده و آزاد با عنوان«یادگیری عمیق کاربردی برای برنامه نویسان» است. این دوره ابتدا در دانشگاه سانفرانسیسکو توسط جرمی هاوارد و راشل توماس تدریس می‌شد و اکنون به صورت رایگان و آنلاین به صورت ویدیوهای ضبط شده در دسترس همگان قرار دارد. برخلاف بعضی پلتفرم‌های آموزش آنلاین مانند Coursera یا Udemy ، این دوره برای کاربران آنلاین ، گواهینامه ای صادر نمی کند. تنها دانشجویان شرکت کننده در کلاس‌های حضوری امکان دریافت مدرک از دانشگاه را دارند. 
دوره‌ شامل دو بخش هفت گانه است که موضوعاتی چون طبقه‌بندی تصویر ، نزول گرادیان تصادفی ، پردازش زبان طبیعی (NLP) و معماری‌های مختلف یادگیری عمیق از جملهشبکه‌های عصبی کانولوشن (CNNs)، شبکه‌های عصبی بازگشتی Recursive neural network  (RNNs) و شبکه‌های مولد تخاصمی (GANs) را پوشش می دهد.

### دستاوردها و تاثیرگذاری
- در سال ۲۰۱۸، دانشجویان fast.ai در چالش DAWNBench دانشگاه استنفورد شرکت کردند. در این رقابت شرکت‌های بزرگی چون گوگل و اینتل نیز حضور داشتند. باوجود برتری سخت افزاری گوگل از طریق تراشه‌های بسیارتخصصی  TPU ، تیم fast.ai موفق شد در چالش CIFAR-10 با طراحی الگوریتم هایی سریع‌تر و مقرون به صرفه تر مقام نخست را کسب کند. [۴]

- یکی از فارغ التحصیلان این دوره، سارا هوکر (Sara Hooker)، نرم‌افزاری برای شناسایی جنگل‌زدایی غیرقانونی طراحی کرد و بعدها یکی از بنیان گذاران گوگل هوش مصنوعی در آکرا ، غنا ( نخستین مرکز پژوهشی در زمینه هوش مصنوعی در آفریقا )شد. [۵]

### کتابخانه fastai
در پاییز ۲۰۱۸، fast.ai نسخه ۱.۰ از کتابخانه متن باز و رایگان خود برای یادگیری عمیق به نام fastai (بدون نقطه) را منتشر کرد. این کتابخانه بر پایه PyTorch توسعه یافته است. گوگل کلود نخستین شرکتی بود که پشتیبانی رسمی خود را از این ابزار اعلام کرد.  این چارچوب متن‌باز در گیت‌هاب میزبانی می‌شود و تحت مجوز آپاچی ، نسخه ۲.۰، منتشر شده است  

### لینک های خارجی
وبگاه رسمی
1. ↑  "Launching fast.ai". 7 Oct 2016.
2. ↑  "Practical Deep Learning for Coders". KDnuggets. Dec 2016.
3. ↑  "Deep Learning Certificate". University of San Francisco. 8 June 2020.
4. ↑  "An AI speed test shows clever coders can still beat tech giants like Google and Intel". The Verge. 7 May 2018.
5. ↑  "New schemes teach the masses to build AIO". The Economist. 27 Oct 2018.
6. ↑  "Fast.ai's software could radically democratize AI". ZDnet. 2 Oct 2018.
7. ↑  "The fastai deep learning library". GitHub. Retrieved 8 June 2018.
8. ↑  "Open Machine Learning Frameworks". Retrieved 8 June 2018.